# Agencja Rozwoju Przemysłu
Agencja Rozwoju Przemysłu S.A. (ARP S.A.) – spółka akcyjna, w której 100 proc. akcji należy do Skarbu Państwa, wspierająca restrukturyzację polskich przedsiębiorstw. Przejęła majątek Funduszu Zmian Strukturalnych w Przemyśle. Prawa z akcji Agencji należących do Skarbu Państwa wykonuje Minister Aktywów Państwowych.

## Opis
ARP S.A. została utworzona w 1991 r. Główna siedziba Agencji mieści się w Centrum Bankowo-Finansowym przy ul. Nowy Świat 6/12 w Warszawie, posiada także oddziały w Katowicach, Mielcu, Tarnobrzegu, Wrocławiu oraz Radomiu. Głównym przedmiotem działalności ARP S.A. jest udzielanie pożyczek na sfinansowanie inwestycji i kapitału obrotowego, realizację kontraktów, wdrożenie działań zwiększających efektywność prowadzonej działalności gospodarczej oraz restrukturyzację.
Katowicki oddział ARP monitoruje sytuację w górnictwie, udostępniając analizy i opinie na temat tego rynku na portalu internetowym: Polski Rynek Węgla, gdzie publikuje istotne dla tej branży informacje i wskaźniki. Wynika to z zadań nałożonych na ARP S.A. na mocy ustawy z dnia 7 września 2007 r. o funkcjonowaniu górnictwa węgla kamiennego.
ARP S.A. jest zaangażowana w transport kolejowy w Polsce. Agencja jest właścicielem spółki H. Cegielski – Fabryka Pojazdów Szynowych z siedzibą w Poznaniu, projektującej i wytwarzającej pojazdy szynowe. Od 2015 roku do Agencji należy większość (50% + 1 akcja) akcji w spółce Polregio S.A. (w latach 2015–2020 Przewozy Regionalne), obsługującej na zlecenie samorządów wojewódzkich ruch lokalnych i międzywojewódzkich pociągów osobowych. Pozostałe akcje w PolRegio należą do samorządów wojewódzkich.
W nadzorze właścicielskim ARP S.A. na rok 2024 znajdowały się 62 spółki, prowadzące różnorodną działalność gospodarczą.
ARP S.A. zarządza dwiema Specjalnymi Strefami Ekonomicznymi:
- Specjalną Strefą Ekonomiczną Euro-Park Mielec
- Tarnobrzeską Specjalną Strefą Ekonomiczną Euro-Park Wisłosan

ARP S.A. jest właścicielem Fundacji Pro Arte et Historia, która zarządza Zespołami Zamkowo-Parkowymi w Baranowie Sandomierskim i Krasiczynie.
Zgodnie z art. 13 ust. 1 ustawy z dnia 16 grudnia 2016 r. o zasadach zarządzania mieniem państwowym akcje lub prawa z akcji ARP S.A. należące do Skarbu Państwa nie mogą być zbyte.

## Prezesi
- Arkadiusz Krężel (1991–2006)[10]
- Paweł Brzezicki (2006–2007)
- Eryk Pyra (2007–2008)
- Wojciech Dąbrowski (2008–2014)[11]
- Aleksandra Magaczewska (2014–2016)[12]
- Marcin Chludziński (2016–2018)
- Andrzej Kensbok (2018, p.o. prezesa)[13]
- Cezariusz Lesisz (od 5 listopada 2018 do 18 kwietnia 2024)[14]
- Michał Dąbrowski (od 30 kwietnia 2024 do 31 stycznia 2025, od 18 kwietnia 2024 jako p.o.)[15]
- Radosław Niedzielski (od 31 stycznia 2025 do 26 marca 2025, p.o. prezesa)[16]
- Wojciech Balczun (od 26 marca 2025 do 24 lipca 2025)[17]
- Bartłomiej Babuśka (od 28 lipca 2025, p.o. prezesa)[18]

## Wiceprezesi
- Stanisław Padykuła
- Elżbieta Niebisz
- Aldona Wojtczak (2006–2007)
- Jacek A. Goszczyński (2008–2010)
- Marek Karabuła (2010)
- Jerzy Góra (2010–2014)[19]
- Piotr Majchrzak (2012)
- Marcin Zieliński (2012–2015)
- Patrycja Zielińska (2014–2016)
- Marek Szczepański (2015)
- Aleksandra Magaczewska (2015–2016)
- Michał Szaniawski (2015–2018)[20]
- Dariusz Śliwowski (od 14 grudnia 2016[13][21] do 5 grudnia 2019[22])
- Andrzej Kensbok (6 marca 2017–?)[23]
- Paweł Kolczyński (25 lipca 2018–2022)
- Mateusz Berger (od 5 grudnia 2019 do 26 lipca 2022)[22]
- Krzysztof Michalski (2022–2024)[24]
- Sebastian Dąbski (2022–2024)
- Łukasz Gałczyński (od 28 czerwca 2022 do 18 kwietnia 2024, od 8 kwietnia 2022 jako p.o.)
- Mariusz Rusiecki (2023 – 18 kwietnia 2024)
- Jakub Dulski (od 30 kwietnia 2024 do 26 marca 2025)
- Łukasz Kotapski (od 30 kwietnia 2024)
- Radosław Niedzielski (od 6 maja 2024)
- Ilona Deręgowska (od 26 marca 2025)[17]
- Krzysztof Telega (od 26 marca 2025)[17]